# Nombre premier titanesque
En mathématiques, un nombre premier titanesque est, selon la notion créée par Samuel Yates dans les années 1980, un nombre premier composé d'au moins 1 000 chiffres en base dix. Si peu de ces nombres premiers étaient connus, les ordinateurs permettent dorénavant leur calcul et traitement.
Les trente premiers nombres premiers titanesques sont de la forme :
{\displaystyle p=10^{999}+n,}
avec n valant 7, 663, 2121, 2593, 3561, 4717, 5863, 9459, 11239, 14397, 17289, 18919, 19411, 21667, 25561, 26739, 27759, 28047, 28437, 28989, 35031, 41037, 41409, 41451, 43047, 43269, 50407, 51043 ou 52507 (suite A074282 de l'OEIS).
Mis à part n = 7, ces valeurs ne sont pas loin de satisfaire le théorème des nombres premiers.
Les premiers nombres premiers titanesques découverts étaient des nombres premiers de Mersenne. Le plus petit de plus de 1000 chiffres est M19 = 24253 − 1 (avec 1281 chiffres), suivi de M20 = 24423 − 1 (avec 1332 chiffres), tous deux trouvés le 3 novembre 1961 par Alexander Hurwitz.
Samuel Yates a appelé ceux qui ont prouvé la primalité d'un premier titanesque des « titans ».